# Giuseppe Rossi (militare)
Giuseppe Rossi (Carpaneto Piacentino, 15 maggio 1881 – 24 marzo 1957) è stato un militare e imprenditore italiano, pioniere dell'aeronautica.

## Biografia
Il Comandante Maggiore Giuseppe Rossi nasce a Carpaneto, in Emilia-Romagna, da famiglia agiata. Molto sportivo, praticante di ciclismo, la ginnastica e il pugilato, inizia a gareggiare in moto ed è questa l’occasione in cui conosce e diventa amico di Alessandro Cagno, asso dell’automobilismo e aviazione. 
Frequenta la scuola per pilotaggio alla Comina nei pressi di Pordenone, dove uno degli istruttori è proprio Cagno. Oltre che imparare a volare si dedica alla riparazione dei velivoli. In questo modo si guadagna il suo primo velivolo: un Farman danneggiato che riporta in volo.
Ottiene il brevetto di pilota numero 27, nel 1910, iniziando subito a mostrare le sue doti, inizialmente nei cieli piacentini e quindi africani. Durante l’esibizione piacentina “Giornate di Aviazione”, a causa di forti raffiche, precipita al decollo, riportando solo una piccola ferita. Sempre nel 1911 partecipa a varie esibizioni aeree, distinguendosi per le sue capacità aviatorie.
Allo scoppio della guerra italo-turca per la colonizzazione della Libia, Rossi, da volontario civile, si arruola nel 4º plotone autonomo, mettendo a disposizione il proprio velivolo, il Farman da lui riparato. A partire dal 5 dicembre 1911 sorvola quindi i cieli di Tobruk con a bordo, nel ruolo di osservatore, il capitano Carlo Montù.
Durante un sorvolo su Tobruk, il 31 gennaio 1912, dopo un efficace lancio di una bomba e rilevamento delle postazioni nemiche, il suo velivolo viene colpito da raffiche di artiglieria nemica: il velivolo è perforato in più punti e il capitano Montù viene ferito (il primo ferito nella storia dell’aviazione).
Per questa impresa Rossi è stato militarizzato e promosso al grado di sergente. Successivamente gli viene conferita la prima Medaglia d’argento al valor militare.
Ha l’occasione di volare insieme a Gabriele d’Annunzio con cui mantiene una amicizia duratura.
Ad inizio 1912 si impegna nella sperimentazione di comunicazioni a telegrafo senza fili tra un velivolo e le stazioni a terra, in collaborazione con Guglielmo Marconi.
Rientrato in Italia si dedica ai campi di aviazione, in particolare a quelli di Torino, Passignano e Taranto.
Dà nuovamente spettacolo all'edizione 1912 della manifestazione “Giornate dell’Aviazione”, volando su Piacenza e raggiungendo il cielo di Carpaneto, sua terra natia.
Altre sue imprese furono il Primo Concorso Militare d’Aeroplani a Mirafiori, con test di volo e nel 1914, a bordo di un Macchi Parasol (dotato di motore LUCT) e quindi il record italiano di durata in circuito chiuso.

## Prima guerra mondiale
Richiamato in servizio allo scoppio della prima guerra mondiale, prende il comando della Scuola di idrovolanti di Taranto.
A bordo di un idrovolante affonda un sommergibile nemico che tentava l’avvicinamento al porto di Taranto, rilevante strategicamente per la marina italiana e deposito di materiale e attrezzature dell’esercito.
Luigi Emanuele di Savoia riconosce i meriti di Rossi e lo decora con una seconda Medaglia d’argento nel 1916.
Fu istruttore di volo di importanti aviatori, tra i quali Francesco de Pinedo, volatore oceanico e il principe Ajmone di Savoia. Pilotò un idrovolante sopra la rada di Bari ospitando a bordo il principe ereditario Umberto di Savoia, che, soddisfatto del volo e dell’osservazione, lo premiò con una spilla con le insegne sabaude.
La scuola di Taranto fu chiusa temporaneamente, per questioni organizzative tra la Marina e l’Esercito, quindi Rossi si spostò a Venezia per collaudare un trimotore da bombardamento della Bresciani e divenne istruttore anche per questo aeroplano, esperienza finita prematuramente a causa della morte del progettista Bresciani.
La scuola di Taranto riaprì i battenti nel 1917 e lì il Comandante Maggiore Giuseppe Rossi riprese il suo ruolo.

## Attività imprenditoriale
Nel 1921 Rossi avvia, insieme ad un altro industriale con precedenti esperienze in Caproni, una officina per la revisione e per la costruzione di velivoli nei pressi di Bracciano. Nel 1921 sviluppa e produce un aereo quadrimotore di grande taglia. A partire dal 1922 avvia in proprio la società “Cantieri Aeronautici Bracciano”. 
Tra i velivoli da lui progettati e assemblati vi sono:
- prototipo idro P.R.B, quadrimotore Isotta Fraschini con 31.40 metri di apertura alare, collaudato in volo il 11 maggio 1921
- CAB1 quadrimotore (Jupiter da 420 cavalli)
- CAB1 bis trimotore (Isotta Fraschini Asso 500) per trasporto commerciale con un solo timone di direzione centrale con cabina dei piloti sporgente e chiusa; l’aereo aveva un motore trattivo e due propulsivi.

Tra i vari aviatori con i quali instaurò rapporti professionali negli anni 30, vi è anche il Maresciallo dell’aria Italo Balbo.
Nel 1937 la ditta assume il nome di “S.A. Giuseppe Rossi” sempre con sede a Bracciano; sotto questo nome brevetta un sistema di alette retrattili e successivamente, nel 1943, brevetta un aereo da caccia biposto. 
Le officine furono requisite dallo stato durante la seconda guerra mondiale, arrecando un danno economico e bloccando di fatto gli sviluppi ed il nome dell’azienda stessa.
Rossi morì il 24 marzo del 1957 e fu sepolto nel suo paese natale a Carpaneto.
A lui è stata dedicata, nel 1989, la piazza del paese e nel 2007 fu inaugurato un cippo e una targa commemorativa.

## Onorificenze
- Medaglia d'argento al valor militare 1911-1912
- Medaglia d'argento al valor militare 1915-1918
- Maestro Aviatore Cavaliere dell'Ordine della Corona d'Italia, il 19 novembre 1918
- Maestro Aviatore Cavaliere dell’Ordine dei Santi Maurizio e Lazzaro, campagna 1915-1918, il 31 luglio 1920
- Pioniere Aviazione Cavaliere dell’Ordine Coloniale della Stella d’Italia, il 30 giugno 1933
- Medaglia d’oro dei ministeri Industria-Commercio, 1911
- Medaglia d’Oro del Comune di Carpaneto per le giornate aviatorie piacentine nel 1911.